# St. Louis Ben Millers
A St. Louis Ben Millers, egy megszűnt amerikai labdarúgócsapat St. Louis városából. A SLSL egyik legeredményesebb egyesülete volt hét bajnoki címével. A bajnoki sikerek mellett 1920-ban, az National Challenge Cup sorozatát is megnyerték.

## Története
1913-ban a Ben W. Miller Hat Company alapította a csapatot, melynek jelentős támogatást biztosítottak.
Első két szezonjukat a helyi Federal Park League berkeiben töltöttek, majd 1915-től a már professzionális bajnokságként működő SLSL tagjai lettek.
1916-1918-ig nem is találtak legyőzőre és begyűjtötték a bajnoki címeket. 1919-ben a Scullin Steel, ugyan leszorította a trónról, de egy évvel később újra az élen végeztek, ráadásul a nemzeti kupa is a Mississippi partján landolt.
Négy évnyi kihagyás után egy triplázással (1925, 1926, 1927) bizonyították, hogy helyük van St. Louis labdarúgó életében, de a 20-as évek végére közép csapat szintjére estek vissza.
Az 1935-36-os szezon után a vezetőség megszüntette az együttest.

## Sikerei
- 7-szeres SLSL bajnok: 1916, 1917, 1918, 1920, 1925, 1926, 1927

- 1-szeres National Challenge Cup győztes: 1920

## Híres játékosok
- McGarry
- Lancaster
- Johnny Redden
- O'Hanlon
- Johnston
- Al McHenry
- Quinn
- Pottee
- Riley
- Jimmy Dunn
- Hap Marre